# Macrolaimus aculeatus
Macrolaimus aculeatus är en rundmaskart. Macrolaimus aculeatus ingår i släktet Macrolaimus och familjen Panagrolaimidae. Inga underarter finns listade i Catalogue of Life.